# Carl David Bouché
Carl David Bouché (* 4. Juni 1809 in Berlin; † 27. September 1881 ebenda; Schreibweise auch Karl David Bouché, David Karl Bouché, David Bouché jun.) war ein deutscher Gärtner, Gartenbaulehrer, Fachbuchautor, Gewächshauskonstrukteur und Direktor des Königlichen Botanischen Gartens Berlin, sowie Maler. Sein offizielles botanisches Autorenkürzel lautet „C.D.Bouché“.

## Leben und Werk

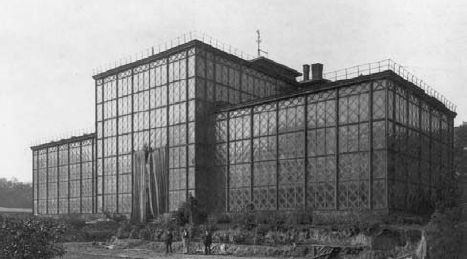
Das von Carl David Bouché entworfene und 1857/58 errichtete Große Palmenhaus im Botanischen Garten Berlin-Schöneberg

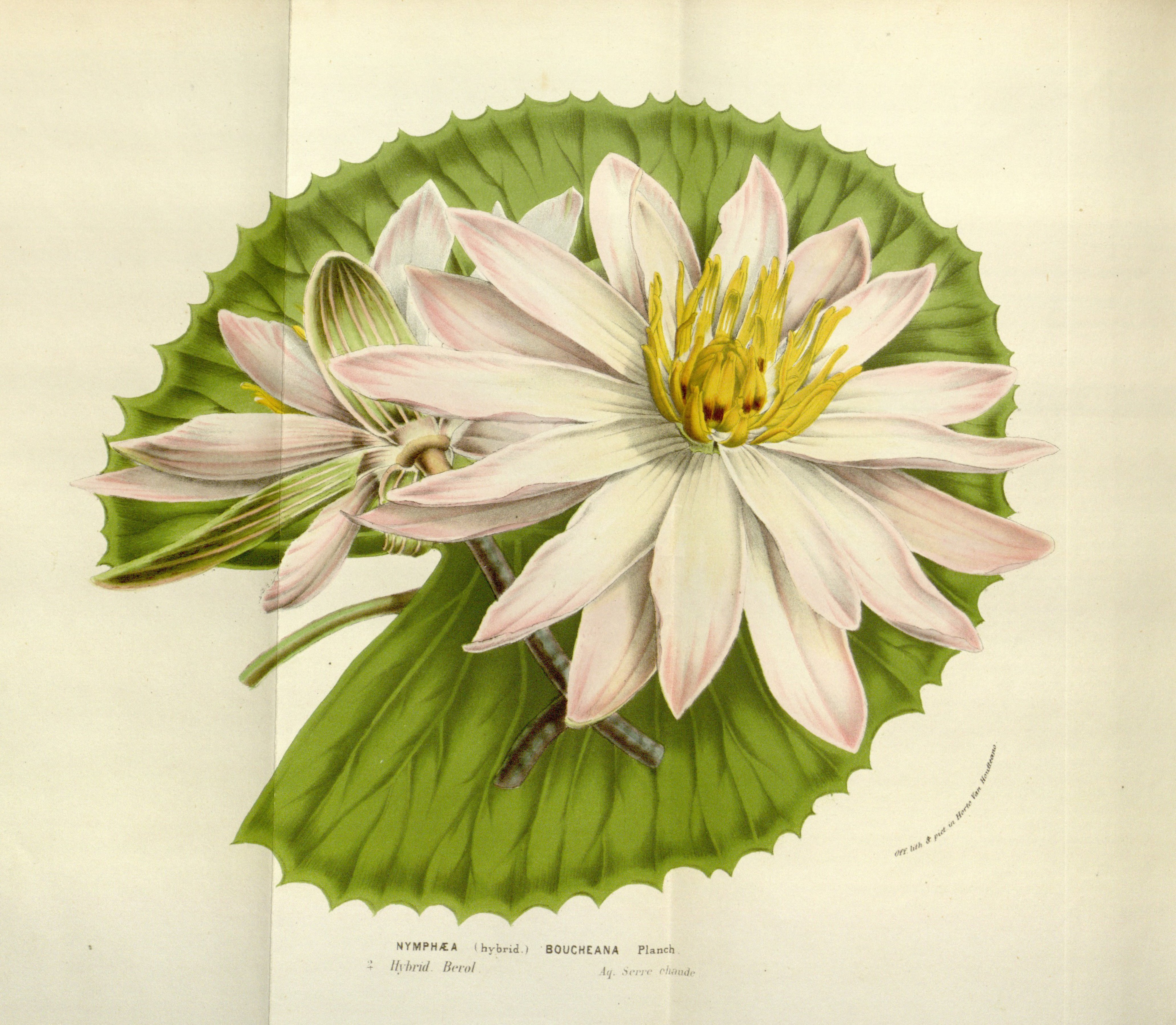
Nymphaea × boucheana Planch. Eine Kreuzung von Carl David Bouché, um 1852/53. Benannt von Jules Emile Planchon. Aus: Charles Lemaire et al.: Flore des serres et des jardins de l’Europe, 1855

Carl David Bouché war ein Spross der Berliner Gärtner-Dynastie Bouché. Er war der Sohn von Peter Carl Bouché, sowie der Vater von Julius Bouché (1846–1922) und Friedrich Bouché (1850–1933).
Er war der bekannteste Botaniker der Familie.
Von 1839 bis 1843 war Carl David Bouché zunächst als Gärtner tätig. 1843 wurde er dann als Inspektor (= technischer Direktor) des Königlichen Botanischen Gartens Berlin-Schöneberg berufen. Dieses Amt übte er über 30 Jahre lang bis zu seinem Tod im Jahr 1881 aus. Sein Nachfolger war Wilhelm Perring.
Er befasste sich besonders intensiv mit der Entwicklung von Gewächshäusern. Er versuchte experimentell, die optimale Konstruktion und Form eiserner Gewächshäuser herauszufinden. Seine Erkenntnisse fasste er in einem Buch zusammen, das (abgesehen von dem Werk „Glashäuser aller Art“ von Louis Neumann, 1842) eines der grundlegenden Handbücher des 19. Jahrhunderts zum Gewächshausbau ist. Es wurde erst 1886 nach seinem Tod von seinem Sohn Julius Bouché herausgegeben, der selbst ein Gewächshaus im Botanischen Garten Bonn-Poppelsdorf errichtete, das von dem Berliner Haus stark beeinflusst ist.
In diesem Buch zeigt er unter anderem Pläne und Details des Großen Palmenhauses (erbaut 1857–1858) und des ersten Victoria-regia-Hauses (erbaut 1863) des Königlichen Botanischen Gartens zu Schöneberg.
Dieses „Große Palmenhaus“ war bereits das zweite, nachdem das 1821 von Karl Friedrich Schinkel errichtete kleinere Vorgängerhaus aus Holz noch im selben Jahr wegen Durchfaulung der Tragwerksbalken wieder abgerissen worden war. Das neue Haus war in Eisen-Skelettbauweise konstruiert und bestand aus kubischen Formen; es entsprach damit dem aktuellen sachlichen Stil der Zeit. An den größeren Mittelteil schlossen sich beidseits niedrigere Seitenflügel an. Es ruhte auf einer Erdaufschüttung, die es von der Umgebung abhob. Eine axial angeordnete Freitreppe führte zum Haupteingang im Mittelteil. Die Hauptfront des Hauses war nach Osten orientiert, die Rückseite des Hauptteils gemauert mit einem Arbeitsraum und Dienstwohnungen sowie dem Treppenhaus. Die senkrechten Glasflächen und das einfache Glas-Sheddach waren ohne Verzierungen. Die Architektur und das Konstruktionsprinzip orientierte sich somit am Crystal Palace von Joseph Paxton (erbaut 1850/51). Das Palmenhaus war mit einer Warmwasserheizung ausgerüstet.
Das 1852 unter Mitwirkung von Bouché entstandene Victoria-regia-Haus aus einer Holz-Glas-Konstruktion wurde 1882 abgerissen und durch einen Neubau ersetzt.
Carl David Bouché wirkte neben seinem Dienst als Generalsekretär der Berliner Vereins zur Beförderung des Gartenbaues. Als solcher war er Schriftführer, Redakteur und Bibliothekar. Auch war er gartenkünstlerisch tätig. Sein Entwurf für den Kirchhof der Zwölf-Apostel-Gemeinde ist erhalten. Außerdem war er Lehrer für Garten- und Obstbau am landwirtschaftlichen Lehrinstitut in Berlin.
Er betätigte sich des Weiteren intensiv als autodidaktischer Botaniker. Der International Plant Names Index (IPNI) verzeichnet 61 Einträge für sein botanisches Namenskürzel C.D.Bouché, darunter viele Ficus-Arten wie die Birkenfeige und andere bekannte Zimmerpflanzen. Er kreuzte 16 neue Seerosen-Hybriden („Blendlinge“), darunter Nymphaea × boucheana Planch.
Außerdem betätigte er sich als Maler.   

## Werke
- Carl David Bouché: Praktische Anleitung zur Treiberei der Zwiebel-Gewächse, Berlin, 1839
- Carl David Bouché: Die Blumentreiberei oder praktische Anleitung zur Erziehung und Pflege der Gewächse, welche vom Herbst bis Frühling, sowohl in Treibhäusern, als auch im Zimmer, künstlich zur Blüthe gebracht werden können …: Ein Handbuch für Gärtner und Blumenfreunde; Mit vier Kupfertafeln / nach eigner vieljähriger Erfahrung bearbeitet von Carl David Bouché …, Berlin: Nicolai, 1842.
- Carl David Bouché: Zwiebel-Treiberei im Zimmer, in: Eduard Oskar Schmidt, Ferdinand Herzog: Der populäre Gartenfreund, oder die Kunst, alle in Deutschland bis jetzt bekannten Blumen und Gemüse auf die leichteste und beste Weise zu ziehen, und dadurch den Garten zu einer Quelle des Nutzens, der Erholung und des Vergnügens zu machen: mit … [der] Kunst, Topf-Gewächse und Garten-Pflanzen durch Absenker, Wurzeln und Stengel fortzupflanzen, einem Gartenkalender und vielen Gartengeheimnissen für Hausgärtner zur Garten-Wirthschaft und zur Vertilgung schädlicher Garten-Insekten, 6. verb. Aufl., Quedlinburg [u. a.]: Ernst, 1856.